# Stemmario Carpani
Lo stemmario Carpani raccoglie gli stemmi delle famiglie nobiliari della città e dell'antica diocesi di Como. Il volume, che risale alla fine del XV secolo, deve il nome al suo autore, il pittore comasco Giovanni Antonio Carpani.

## Storia
La parte più corposa del codice, che comprende 829 stemmi, fu realizzata alla fine del '400 da Giovanni Antonio Carpani, la cui firma ricorre per due volte nelle prime pagine. Le aggiunte successive furono probabilmente opera dei figli Francesco e Marco, del nipote Cesare e dei pronipoti, vissuti tra XVI e XVII secolo. Diverse sono le ipotesi sul motivo che spinse il pittore a realizzare il codice. È possibile che l'opera sia stata commissionata dalla città di Como per imitare Milano: negli stessi anni il duca Francesco I Sforza potrebbe avere dato l'incarico di eseguire il codice 1390 della biblioteca Trivulziana, il cosiddetto Stemmario Trivulziano. In alternativa, il codice Carpani potrebbe essere nato come iniziativa privata del suo autore, per uso proprio e di eventuali committenti. Il pittore trasse ispirazione da una raccolta più antica e dalle testimonianze araldiche, scolpite e dipinte, che decoravano case e palazzi.
Dalla famiglia Carpani il volume passò di mano fino ad arrivare, nel XIX secolo, alla biblioteca del conte Antonio Cavagna di San Giuliano, che a sua volta lo donò al Museo Civico di Como, dove è tuttora conservato. Nella prima pagina è presente un breve scritto che attesterebbe due passaggi di proprietà del codice, il primo datato 1593, il secondo 1884. Ma l'araldista Carlo Maspoli ritiene che si tratti di una “falsa dichiarazione, sicuramente posteriore all'anno 1884 anche se la grafia vuole imitare, senza però riuscirvi, quella della seconda metà del sec. XVI”. Nel 1973 Maspoli completò la blasonatura degli stemmi contenuti nel codice. Nel 2006 Eugenia Gadaleta, dottoressa in Scienze dei Beni e delle Attività Culturali, realizzò la digitalizzazione degli stemmi delle prime 180 pagine.
Il codice Carpani, insieme al Trivulziano, è lo stemmario più antico della Lombardia: da queste opere prendono ispirazione lo stemmario Archinto della Biblioteca Reale di Torino, risalente alla fine del XVI secolo, e quello realizzato da Marco Cremosano, nel XVII secolo, conservato nell'Archivio di Stato di Milano.

## Struttura
Lo stemmario Carpani è un volume di 336 fogli (300 x 205 x 35 millimetri) rilegato con una coperta novecentesca in pelle marrone. Su ciascuna pagina sono rappresentati 9 stemmi disposti su tre file, che hanno una misura compresa tra 60 e 65 millimetri di larghezza e tra 80 e 85 millimetri di altezza e sono generalmente sovrastati dal nome della famiglia corrispondente.
Una particolarità del codice Carpani è la presenza di stemmi sovrapposti, cioè realizzati su frammenti di carta poi applicati incollando solo il lembo superiore del frammento. In questo modo lo stemma sovrapposto ne copre un altro disegnato, che però rimane visibile sollevando il frammento cartaceo.
Le prime dieci pagine del codice non contengono stemmi, bensì un frontespizio, due firme dell'autore Giovanni Antonio Carpani, prove di penna e un breve componimento dedicato al Crocefisso. I fogli da 125 a 158 sono corredati da disegni, schizzi, appunti, conti, una cronaca familiare della casata Carpani e ricette di medicina quattrocentesca. Il foglio 40 riporta anche la ricevuta di un pagamento: “Modesto Carpano dichiara di ricevere la somma di venticinque lire dal signor Ieronimo”.

## Gli stemmi
La maggior parte degli stemmi contenuti nel codice è attribuita a Giovanni Antonio Carpani. I suoi discendenti aggiunsero altri 93 stemmi, alcuni senza intestazione o solo in parte delineati. Ulteriori 111 esemplari sono riconducibili a diverse figure (personaggi stranieri arrivati in Italia al seguito dei re francesi, governatori spagnoli del Ducato di Milano, dignitari ecclesiastici delle diocesi di Como e Milano) oltre che ad alcuni Cantoni svizzeri.

## Le figure ricorrenti
Animali, piante, costruzioni artificiali e creature mitologiche ricorrono più volte nello stemmario. L'animale più rappresentato è l'aquila nera, simbolo dell'Impero, utilizzato dagli alleati del duca di Milano Ludovico il Moro come segno di fedeltà: questa circostanza permette di datare lo stemmario non prima del 1480, anno nel quale Ludovico assunse la reggenza del Ducato. Un altro animale ricorrente è il leone, simbolo di forza, maestà, ardimento. Tra le piante, le figure più frequenti sono alberi sradicati, il giglio (simbolo prediletto dai re di Francia) e la rosa araldica, che deriva dalla rosa canina. Numerose sono le raffigurazioni di torri e castelli, spesso corredati da merli ghibellini. I colori più ricorrenti sono il rosso e l'argento.

## Gli stemmi parlanti
Gli stemmi parlanti riproducono con le immagini il nome della famiglia corrispondente. Di questa categoria fa parte lo stemma della stessa famiglia Carpani: il disegno raffigura un carpine, albero d'alto fusto delle betulacee. Spesso sono rappresentati oggetti della vita quotidiana del tempo: nello stemma Crivelli, ad esempio, è riprodotto un crivello, strumento usato per setacciare semi e granaglie,mentre nello stemma Vergo compare il correggiato, un attrezzo agricolo per la trebbiatura formato da due verghe. In alcuni casi le figure presentano caratteri di crudezza, come la gatta sgozzata da una spada dello stemma Scannagatta o i testicoli dello stemma Colleoni. Tra le particolarità del codice c'è la figura della rana nello stemma Cagarana: la presenza di questo animale è molto rara nell'iconografia medievale, perché tradizionalmente associata alla morte.

## Araldica di fantasia e marchi di casa
Nel codice sono presenti due diverse riproduzioni dello stemma di Nostro Signore Gesù Cristo. Sono due esempi di araldica di fantasia, espressione che allude alla consuetudine, diffusa in epoca barocca, di inventare stemmi per importanti figure della religione, della mitologia o della letteratura cavalleresca.
Il volume contiene anche lo stemma della famiglia Leccasco, dominato da una croce latina accostata alle lettere gotiche C e H, che appartiene ai cosiddetti marchi di casa. Con questo termine in araldica si intendono quei segni di forma geometrica, spesso composta, usati per marcare merci e documenti e identificarne il titolare: l'araldista Maurizio Carlo Alberto Gorra li definisce “veri e propri loghi commerciali ante litteram”.